# Overhemd

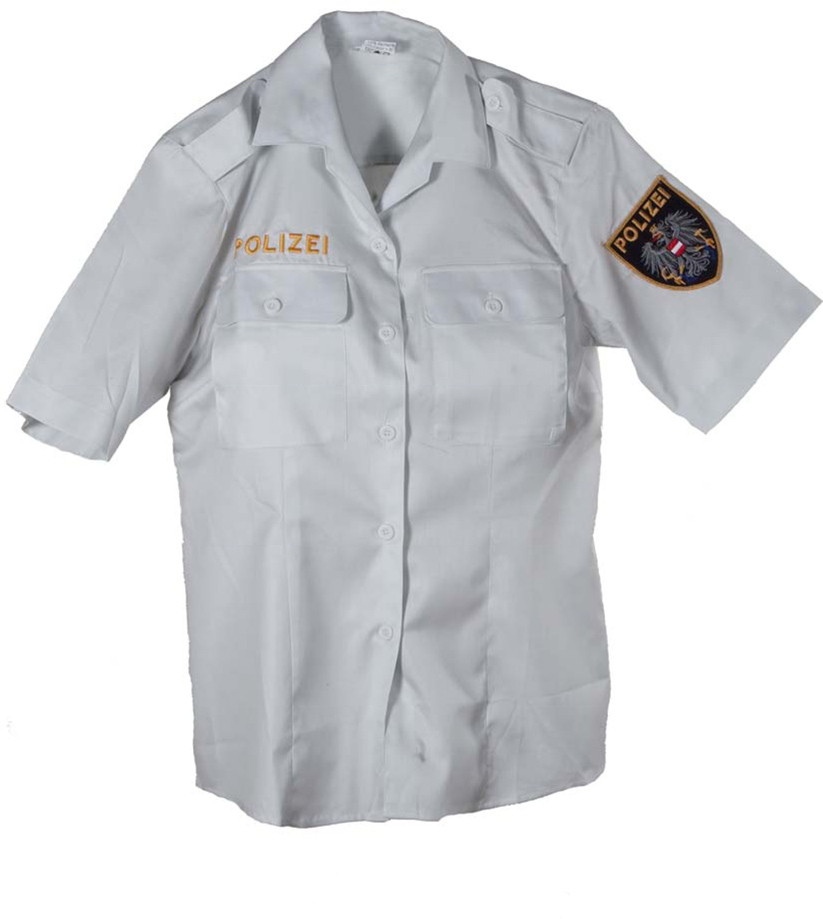
Oostenrijks politie-overhemd met korte mouwen

Een overhemd is een type hemd, een kledingstuk voor het bovenlichaam dat initieel gedragen werd door mannen. Men zegt weleens dat een vergelijkbaar kledingstuk voor vrouwen een bloes of blouse genoemd wordt. Dit is echter niet juist; een overhemd is een type kledingstuk dat door zowel de man als vrouw sinds de negentiende eeuw gedragen wordt. Er wordt weleens gezegd dat een blouse de knoopjes op de linker lijst van het shirt zitten en bij een overhemd op de rechter lijst, maar dat is geen typerend verschil tussen een bloes en een overhemd.
Overhemden bestaan uit een stof zoals katoen, linnen of viscose, of combinaties van vezels zoals katoen en polyester.
De verschijningsvorm van overhemden is gerelateerd aan beroepsgroepen (en kan men spreken van werkkleding), gelegenheden (zoals met een representatieve functie) en omstandigheden (zoals warm versus koud, of werk versus vrije tijd), en het is een aan modetrends onderhevig kledingstuk.

## Geschiedenis en naamgeving
Het Nederlandse woord 'overhemd' dankt zijn naam aan het feit dat het (van oorsprong) over het hemd (tegenwoordig soms onderhemd genoemd) wordt gedragen.
Overhemden worden vaak aangeduid met de Engelse namen 'shirt' (Brits Engels) of 'dress shirt' (Amerikaans Engels), of zelfs 'dress hemd' (Fusie van Brits Engels met Nederlandse 'hemd'). Over het algemeen bedoelt men met 'dress shirt' en 'dress hemd' een overhemd dat geschikt is om met een stropdas, onder een kostuum of pak te dragen.

## Ontwerpdetails

### Boord

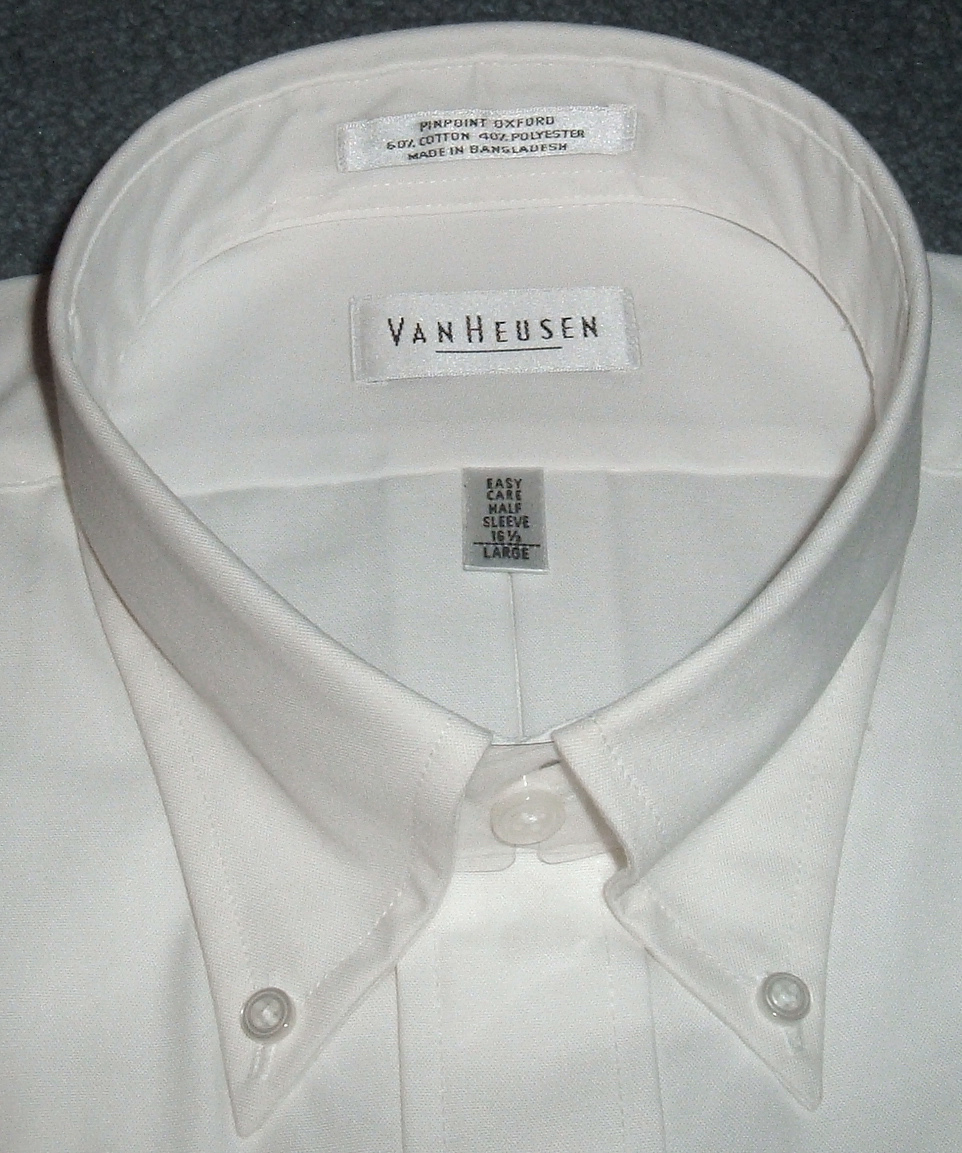
Een overhemd met een Button down boord

Een overhemd heeft een voorsluiting en een boord. Tot aan de Tweede Wereldoorlog werden losse boorden boven het hemd gedragen, elke dag een schoon en gesteven exemplaar. Tegenwoordig heeft bijna elk hemd een vast boord.

#### Button down boord
Bij deze kraag dienen de punten van de kraag met knopen vast te worden gezet op het voorpand. Dit type overhemd is van oorsprong bedoeld om gedragen te worden tijdens het sporten en kent daarmee een informeler karakter. De button down boord is uitgevonden om de boord tijdens het polospel op de plaats te houden.

#### Klassieke of Franse boord
Ook wel straight point of turndown genoemd. Dit type boord is het meest gangbaar onder een pak en in combinatie met een stropdas. In de punten zelf zitten vaak kunststof baleintjes die de punt recht dienen te houden. Bij betere hemden zijn deze verwijderbaar en kunnen ook in messing of zilver worden uitgevoerd.

#### Wide spread of Italiaanse boord
Net zoals het straight point boord is deze kraag zonder knoopjes uitgevoerd. De punten staan echter wat wijder uit elkaar, hetgeen dit type hemd geschikt maakt voor dikkere knopen in de stropdas en natuurlijk dikkere stropdassen. Ook in deze kraag zitten vaak baleinen.

#### Cut away boord
De punten van dit boord zijn niet recht gesneden, maar lopen vaak licht rond naar achter. Het effect hiervan is een nog wijder vallende kraag.

#### Wit boord
Bij deze overhemden is het boord in wit uitgevoerd, in contrast met andere kleuren op het hemd zelf. Vaak zijn de manchetten van deze hemden ook wit. Dit type overhemd zie je vooral in de Verenigde Staten.

#### Vadermoordenaar
Onder een smoking of rokkostuum draagt men dit type boord. Het kenmerkt zich door de punten die alleen aan de voorkant zichtbaar zijn. Ook zijn op deze overhemden enkele of alle knopen van het voorpand bedekt.

#### One Piece Collar
Een One Piece Collar is een kraag dat uit één stuk is gemaakt met het overhemd. Normaliter wordt de 'body' van een overhemd eerst gemaakt (dus nog zonder kraag), pas aan het einde naait men de kraag er los op. Bij een One Piece Collar begint de kraag al veel lager in het overhemd en is het echt onderdeel van het overhemd. Een One Piece Collar blijft over het algemeen beter rechtop staan.

### Manchetten
De manchetten sluiten de mouwen bij de polsen. Indien het overhemd onder een pak gedragen wordt, dient ongeveer een centimeter van de manchet onder de mouw uit te steken. Er zijn twee verschillende soorten manchetten, de enkele manchet en de minder gangbare dubbele manchet, die als klassiek en formeel wordt beschouwd. Deze is gebruikelijk bij avondkleding, bijvoorbeeld een smoking, en nette kleding voor overdag zoals het jacquet. De manchetten worden bij elkaar gehouden met manchetknopen of bachelor knots (gevlochten balletjes). Er zijn veel verschillende soorten manchetknopen, de meeste worden als sieraad beschouwd. De mooie kant van deze knopen zit aan de buitenkant, zichtbaar als de hand op tafel ligt.

### Borstzak
Veel overhemden worden uitgevoerd met een borstzakje, soms twee. Wat formelere overhemden, bijvoorbeeld voor bruiloften, worden uitgevoerd zonder borstzak. Vaak kunnen de borstzakken gesloten worden met een flap of klep, meestal d.m.v. een knoop.

### Andere variaties
Uitvoeringen kunnen ook variëren op andere aspecten, zoals overhemden met korte mouwen, getailleerde overhemden (slim fit) of versieringen, zoals extra knopen, manchetten, epauletten of een hoge kraag. Wat ook varieert zijn kleuren, patronen en materialen.

## Maten
Voor overhemden wordt in België en Nederland de maat weergegeven met de boordmaat (omtrek van de nek in centimeters plus 1) en/of de internationale aanduiding. Het verband tussen de aanduidingen staat in deze tabel:
| Internationale maat | Boordmaat |
| ------------------- | --------- |
| S                   | 37-38     |
| M                   | 39-40     |
| L                   | 41-42     |
| XL                  | 43-44     |
| XXL                 | 45-46     |
| XXXL                | 47-48     |
| 4XL                 | 49-50     |
| 5XL                 | 51-52     |
| 6XL                 | 53-54     |

Daarnaast vindt men nog regular fit en slim fit voor normale en strakkere pasvorm.

### Mouwlengtes

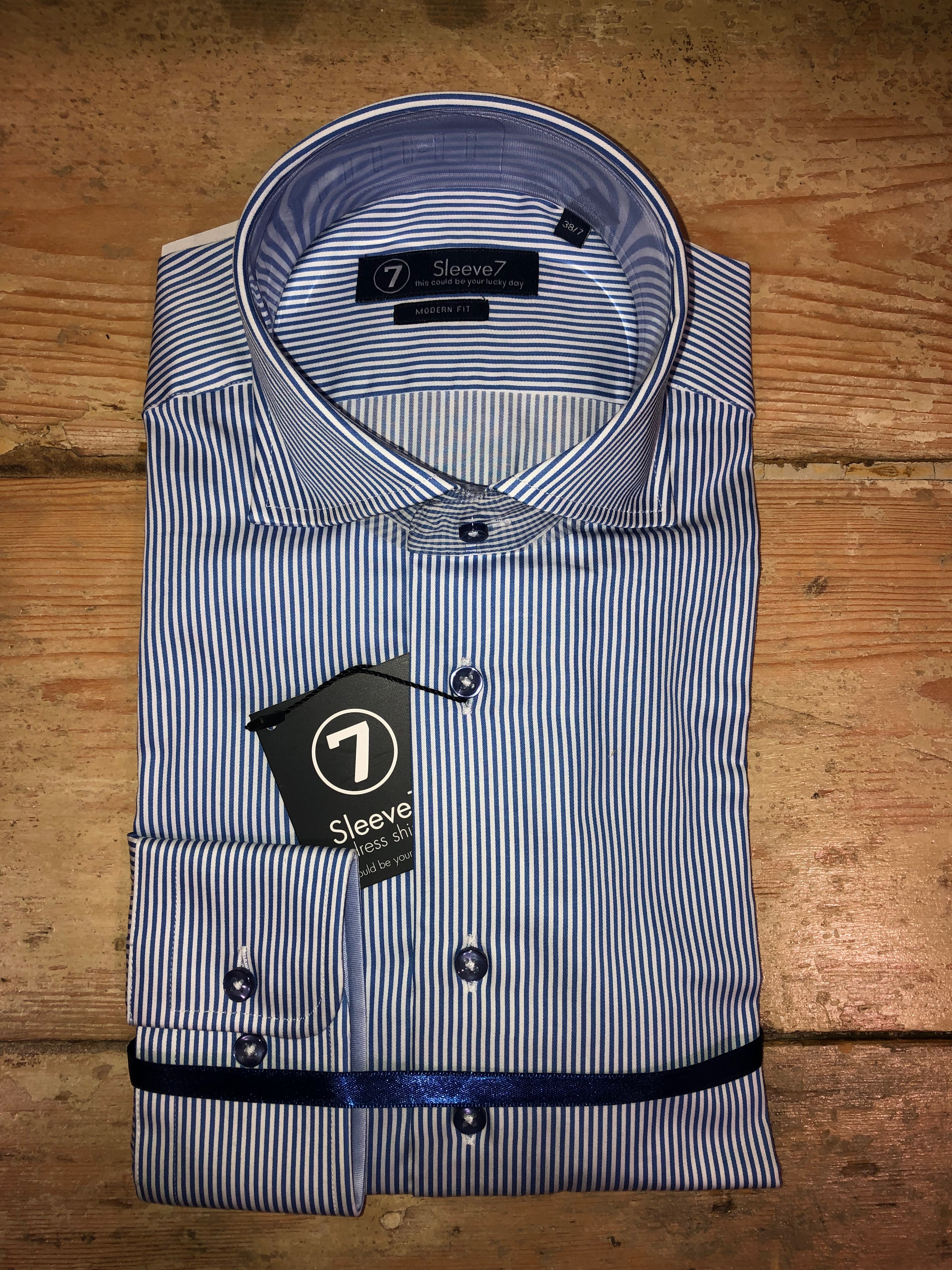
Overhemd met mouwlengte 7

Overhemden zijn er in verschillende mouwlengtes. Afhankelijk van de lichaamslengte en de lengte van de armen, kan men kiezen uit overhemden met mouwlengte 5, mouwlengte 6 of uit mouwlengte 7. De cijfers staan voor de lengte van de mouw. Een mouwlengte 5-overhemd heeft een mouwlengte tussen 50 en 59,99 centimeter. Mouwlengte 6 tussen de 60 en 69,99 centimeter en mouwlengte 7 tussen de 70 en 79,99 centimeter.